# Titan (pies)
Titan (ur. 2005 w Tennessee; zm. 1 kwietnia 2010 w Atlancie) – amerykański pies rasy dog niemiecki, od listopada 2009 do lutego 2010 uznawany za najwyższego psa na świecie. Miał wysokość 107,3 cm w kłębie i ważył 86 kg. O miano najwyższego psa świata walczył z nowofundlandem z Dakoty Północnej i innym dogiem niemieckim z Arizony. 22 lutego 2010 r. został zdetronizowany przez Giant George'a z Arizony.

## Życiorys
Titan został adoptowany przez mieszkającą w Atlancie Dianę Taylor z Middle Tennessee Great Dane Rescue w 2005 r. Miał on wówczas trzy miesiące i ważył 24 kg. Jego właścicielka posiada także drugiego uratowanego owczarka niemieckiego – suczkę o imieniu Ari, która jest głucha i mierzy 38 cm w kłębie oraz dziewięcioletniego owczarka niemieckiego o imieniu Diego.
Titan miał wiele problemów zdrowotnych. Cierpiał na padaczkę, był głuchy i częściowo niewidomy. Reagował na polecenia dotykowe, ale wcześniej, gdy widział na jedno oko właścicielka nauczyła go poleceń migowych. Titan odbywał zabiegi akupunkturyczne i chiropraktyczne co trzy tygodnie. Ze względu na swój wzrost mylony był przez dzieci z koniem lub krową.
Właścicielka Titana wykorzystała sławę psa do rozpowszechniania informacji na temat białych dogów niemieckich, które w większości są ślepe i głuche z powodu wady genetycznej merle gene.
13 listopada 2009 r. pies wziął udział w talk-show The Tonight Show with Conan O’Brien.

## Nominacja
Gdy 7 sierpnia 2009 r., zmarł poprzedni rekordzista Gibson, rozpoczęto proces poszukiwania następcy. Zgłoszono trzy psy: Boomera – landseera-nowofundlanda z Dakoty Północnej (91,4 cm w kłębie), George – doga niemieckiego z Arizony (106,7 cm w kłębie) i Titana. W trakcie Guinness Record Day 12 listopada 2009 r. oficjalnie ogłoszono zwycięzcą Titana. Tytuł najwyższego psa na świecie Titan zachował przez trzy miesiące. 22 lutego 2010 r. ogłoszono utratę tytułu przez psa ze względu na błędy w pomiarach podczas konkursu.